# Ели Коен
Ели Коен е известен израелски разузнавач. В почти всички израелски градове има улици, наименувани на него.

## Биография
Още като младеж в Египет се включва в много ционистки организации. През 1944 г. е привлечен в Хагана. Поради ционистката му дейност е изключен от университета и се посвещава на нелегалното изселване на евреи в Израел.
На 33-годишна възраст се заселва в Израел. През 1960 г. Коен постъпва във военното разузнаване и започва специалното му обучение за агент. Не след дълго е прехвърлен в „Мосад“.
Под псевдонима Камал Амил Тааб Ели Коен се появява в началото на 1961 г. в Буенос Айрес. Завързва контакти с араби, скоро се запознава със сирийския военен аташе в Аржентина, който по-късно става премиер и президент на страната (1961-1963). В края на 1961 г. в компанията на богат арабски шейх отпътува през Бейрут за Дамаск. Добрите му познания по арабски език и обичаи му помагат да се представя като богат сирийски гражданин. Настанява се в жилище срещу главната квартира на сирийската армия в Дамаск, което му позволява да шпионира. В Дамаск се сприятелява с много високопоставени правителствени служители, което скоро му помага да узнае редица тайни на управляващите в Сирия. В едно от последните си писма до семейството си той моли жена си да даде добро образование на децата им и добавя: „Ще дойде ден, когато те ще се гордеят с мен“.
Ели Коен успява да си направи собствено предаване по сирийското радио и става известен в цяла Сирия. Успява да посети сирийските позиции на Голанските възвишения и да наблюдава новото за времето си съветско оръжие, предоставено на сирийската армия. След многото информация, която успява да предаде на „Мосад“, Ели Коен е разконспириран на 21 януари 1965 г.
Осъден е на смърт чрез обесване. Опитите за издействане на помилването му остават безрезултатни. На 18 май 1965 г. хиляди араби стават свидетели на публичната екзекуция на Ели Коен. Тя е извършена през нощта в Дамаск, площадът е осветен с прожектори. 7 телевизии в арабския свят предават екзекуцията на живо.
- Паметна плоча в Планината Херцел
- Обесването на Ели Коен